# Liolaemus robustus
Liolaemus robustus — вид ігуаноподібних ящірок родини Liolaemidae. Ендемік Перу.

## Поширення і екологія
Liolaemus robustus мешкають в Перуанських Андах, на території регіонів Паско, Хунін, Ліма і Уанкавеліка. Вони живуть на високогірних луках пуна, серед каміння. Зустрічаються на висоті від 4466 до 4657 м над рівнем моря. Є живородними.

## Збереження
МСОП класифікує стан збереження цього виду як близький до загрозливого. Liolaemus robustus загрожує знищення природного середовища.